# Römerbad (Weinsberg)

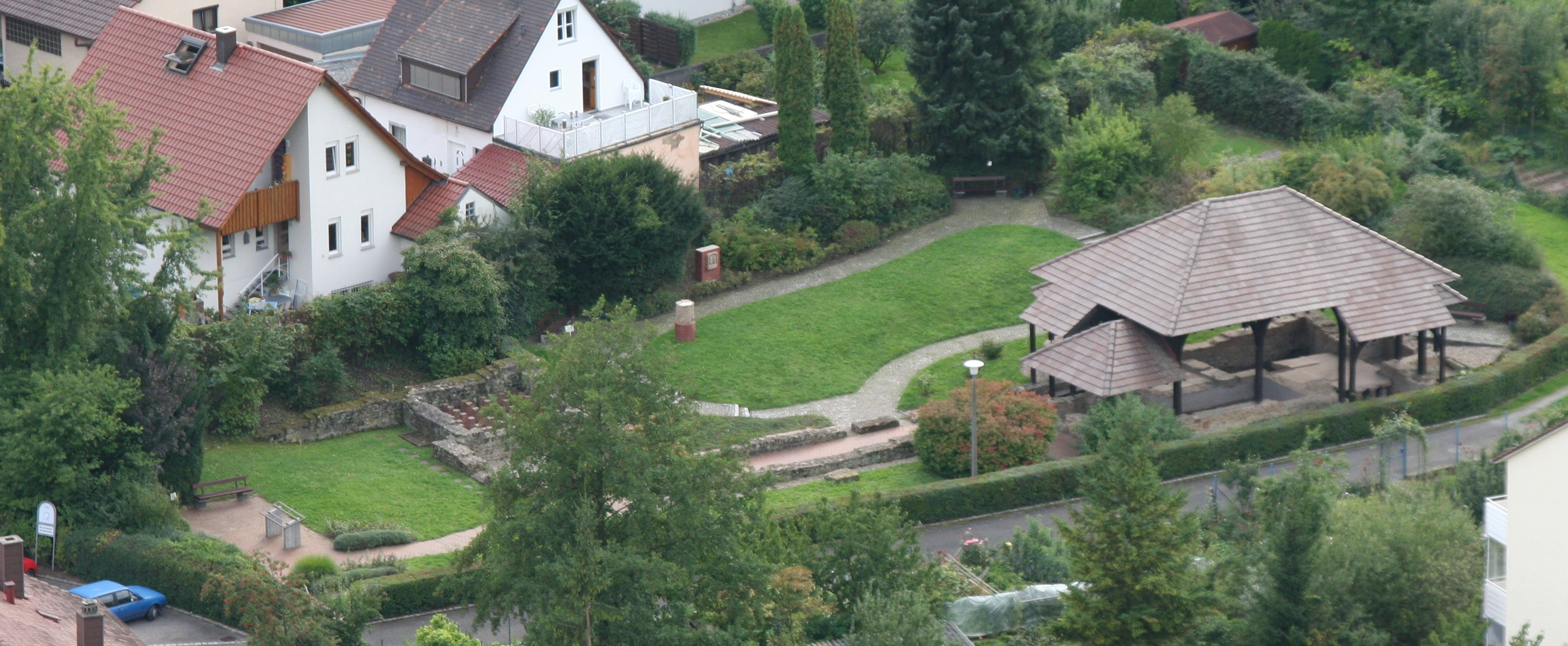
Das Römerbad von Norden

Als Römerbad bezeichnet man die Überreste eines römischen Badehauses in der Stadt Weinsberg (Landkreis Heilbronn, nördliches Baden-Württemberg), die 1906 entdeckt und anschließend ausgegraben und konserviert wurden. 1977 wurden auch Teile der Überreste der Villa rustica, also des römischen Gutshofs, zu dem das Badegebäude gehörte, ausgegraben und konserviert. Die Anlage ist frei zugänglich.

## Geschichte
Mit der Grenzverschiebung vom Neckarlimes um rund 30 km nach Osten zum Obergermanischen Limes wurde um das Jahr 159 n. Chr. das heutige Gebiet der Stadt Weinsberg Teil des Römischen Reiches. Vermutlich recht bald danach entstand der römische Gutshof an der Römerstraße vom Kastell Böckingen zu den Kastellen in Öhringen. Die Ziegel zu seinem Bau kamen, wie der Fund eines Ziegelstempels GLSP verrät, zumindest teilweise aus der Privatziegelei des Gaius Longinius Speratus im heutigen Großbottwar. Der Gutshof bestand vermutlich nur einige Jahrzehnte und wurde spätestens beim Einfall der Alamannen 259/260 n. Chr. wieder aufgegeben. In der kurzen Zeit seines Bestehens erlebte der Gutshof vier Bauphasen.

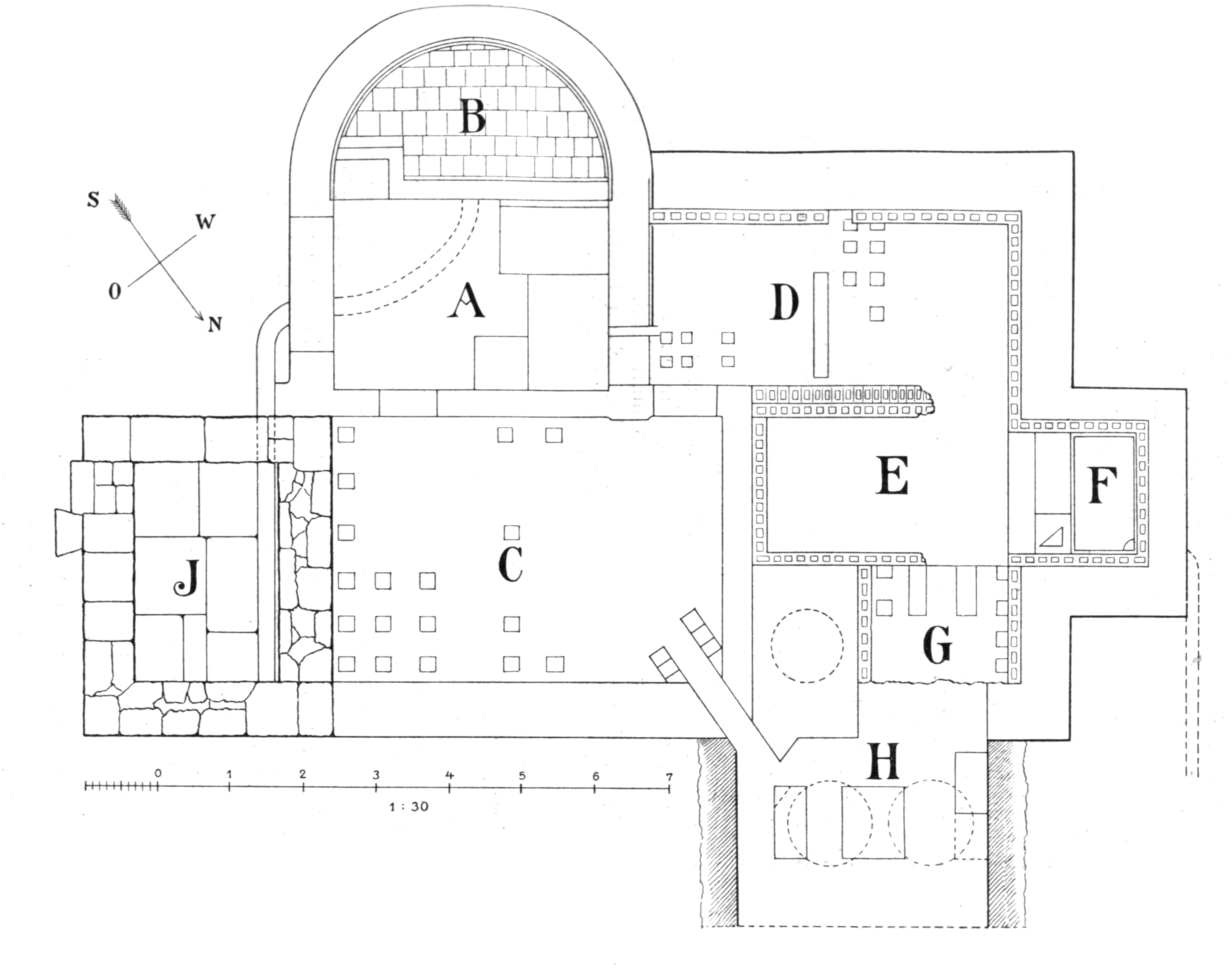
Befunde bei der Ausgrabung durch A. Schliz (1906)
A: Frigidarium/Apodyterium
B: Kaltwasserbecken
C: Tepidarium
D: Caldarium
E: Caldarium
F: Warmwasserbecken
G: Sudatorium
H: Praefurnium
J: Latrine

Zur Wiederentdeckung des zum Gutshof gehörenden Badehauses kam es 1906. Seit 1880 waren in den Gärten der Flur Leibling im westlichen Stadtgebiet Weinsbergs wiederholt Mauerreste und Ziegel beobachtet worden. Als im Oktober 1906 beim Graben eines Baumlochs in 0,5 m Tiefe erneut Mauern und Ziegel gefunden wurde, führte noch im gleichen Monat der Heilbronner Arzt und Archäologe Alfred Schliz eine Nachgrabung durch. Als feststand, dass man auf römische Überreste gestoßen war, grub Schliz noch im November 1906 zusammen mit Peter Goessler das ganze Badegebäude aus und veranlasste seine Konservierung. Schliz’ Bericht über die Ausgrabung erschien 1907 in den Fundberichten aus Schwaben. War Schliz noch davon ausgegangen, dass es sich bei den Thermen um eine separat stehende, von ihm als „öffentliches Bad“ postulierte Anlage gehandelt haben müsse, äußerte Oscar Paret aufgrund 1928 entdeckter weiterer Baubefunde die spätestens 1932 als gesichert geltende Vermutung, dass es sich um ein Villenbad handeln würde.
Im Laufe der Zeit traten am freigelegten, nun so genannten Römerbad Schäden auf, die 1976 behoben wurden. Dabei stieß man auf zwei bisher unbekannte Mauern, die vom Badehaus nach Südosten führten, Überreste eines 13 m langen Säulengangs, der das Badehaus mit dem Hauptgebäude des Gutshofs verband. Das Landesdenkmalamt Baden-Württemberg legte unter Leitung von Jörg Biel 1977 den Gang frei sowie den Teil des Hauptgebäudes, der sich nicht auf überbaute Nachbargrundstücke erstreckte. Der Westteil des Hauptgebäudes, darunter ein Raum mit Hypokaustum (Fußbodenheizung), wurde konserviert, der Verlauf anderer Mauern mit Steinplatten markiert.

## Anlage

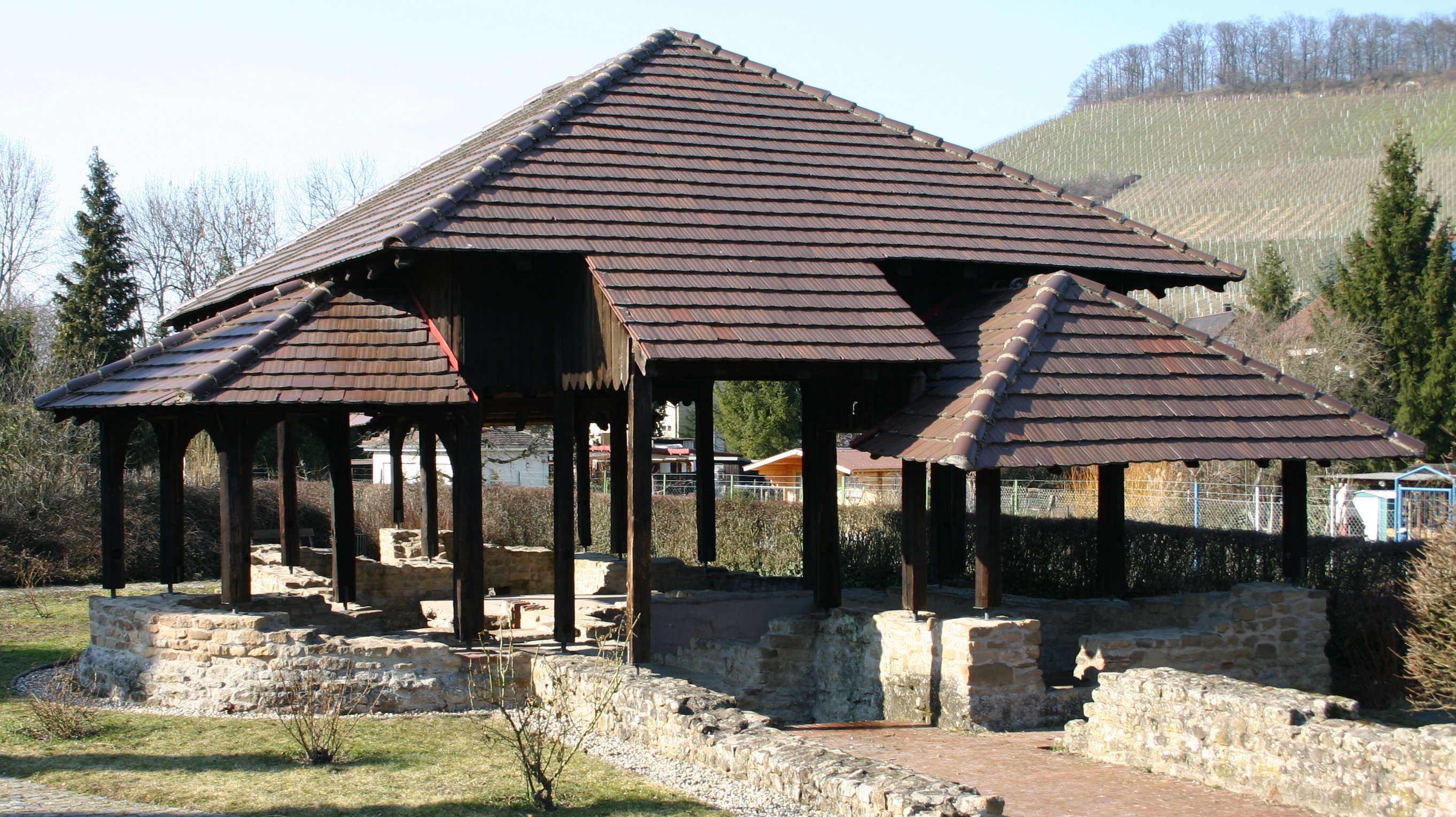
Die Überreste des Badegebäudes von Südosten (mit Schutzdach des 20. Jahrhunderts)

Das Hauptgebäude, soweit es freigelegt werden konnte, hatte vier verschiedene Bauphasen. Ab der zweiten Bauphase zeigte es die typischen Merkmale einer Villa rustica mit rechteckigem Grundriss, Innenhof und Eckrisaliten. Bei einer Erweiterung in der dritten Bauphase wurde auch das Badegebäude erbaut.
Dieses 14 × 15 m große Badegebäude befand sich nordwestlich des Hauptbaus und war mit ihm durch einen 13 m langen Säulengang verbunden. Es gehörte zum kompakten Blocktyp, bei dem im Gegensatz zum Reihentyp alle Baderäume kompakt beieinander lagen. Man betrat das Bad durch eine Tür im Südosten, die in einen rechteckigen Raum führte, der vermutlich sowohl als Auskleideraum (apodyterium) als auch als Abkühlraum (frigidarium) diente. Ihm war im Südwesten ein halbrundes Kaltwasserbecken vorgelagert. Bei den Ausgrabungen 1906 fand sich hier eine noch 63 cm hohe, kopflose Statue einer Bade-Glücksgöttin (Fortuna balnearis), die vermutlich in einer Nische über den Sitzbänken angebracht war. Türen führten von hier in den nördlich gelegenen Warmluftraum (tepidarium) und in den westlich anschließenden Heißbaderaum (caldarium). Im Nordwesten schließt sich ein weiteres caldarium mit einem westlich angebauten flachen Becken an, nördlich von diesem zweiten caldarium ein weiterer Raum, vielleicht ein Schwitzbad (sudatorium). Bis auf den Eingangsraum mit Kaltwasserbecken waren alle diese Räume beheizt, entweder mit Fußboden- oder mit Wandheizung oder sogar mit beiden. Die Wärme der Heizungen kam über einen Heizkanal von einem im Nordwesten an den Badekomplex angebauten Feuerungsraum (praefurnium). Ein weiterer, östlich an den Badekomplex angebauter und von außen zugänglicher rechteckiger Raum wird als Latrine gedeutet.